# Lyman Hine
Lyman Northrop Hine (* 22. Juni 1888 in New York City; † 5. März 1930 in Paris, Frankreich) war ein US-amerikanischer Bobfahrer.

## Biografie
Lyman Hine war der Sohn des renommierten Bankiers Francis Lyman Hine. Nach seinem Abschluss an der Yale University im Jahr 1910 reiste Hine ein Jahr lang um die Welt. Von 1913 bis 1927 hatte er Führungspositionen bei der American Cotton Oil Company inne und wurde schließlich Präsident und Direktor der Firma. Darüber hinaus war er Vorstandsvorsitzender von Canada Dry. Während des Ersten Weltkriegs diente Hine als Offizier, zuerst an der Heimatfront und 1918 in Frankreich. Hine gewann bei den Olympischen Winterspielen 1928 in St. Moritz im Fünferbob mit Jennison Heaton, Thomas Doe und David Granger und Jay O’Brien die Silbermedaille. Im Alter von 41 Jahren starb Hine bei einem Autounfall.